# Dream (tegneserie)
 For alternative betydninger, se Dream. (Se også artikler, som begynder med Dream)
Dream er den fiktive protagonist i DC Comics’ tegneserier “The Sandman”, skrevet af Neil Gaiman.
Som en af De Endeløse, der er en gruppe af magtfulde skabninger ældre og større end guder, er Dream både en herre og en personifikation af alle drømme og historier – alt, der ikke findes i virkeligheden (som Dream kan ændre ved sin eksistens). Han har haft mange navne, blandt andet Morfeus og Oneiroi.